# Clavipalpus basalis
Clavipalpus basalis är en skalbaggsart som beskrevs av Moser 1918. Clavipalpus basalis ingår i släktet Clavipalpus och familjen Melolonthidae. Inga underarter finns listade i Catalogue of Life.